# Битва при Масане
Битва при Масане — сражение в период с 5 августа по 19 сентября 1950 года близ Масана и реки Нактонган в Южной Корее между войсками ООН и Северной Кореи (КНА) в ходе обороны Пусанского периметра. Сражение стало одним из серии нескольких битв, которые проходили одновременно. Сражение закончилось победой сил ООН после того как многочисленные войска США и Южной Кореи отбили несколько атак двух северокорейских дивизий.
Действуя на крайнем южном фланге Пусанского периметра, 25-я пехотная дивизия армии США расположила свои полки вокруг южнокорейского города Масан, 24-й американский пехотный полк и боевая группа 5-го полка разместились в Хамане и у горы Собук-сан, 35-й американский пехотный полк занял позиции вдоль реки Нам к западу от города. В ходе шестидневного сражения 6-я и 7-я дивизии Народной армии Северной Кореи атаковали полки 25-й дивизии пытаясь прорвать линию сил ООН и выйти к Пусану.
Первоначальное контрнаступление сил ООН из Масана оказалось безрезультатным, наступление северокорейцев предотвратить не удалось. В последующей битве у реки Нам 35-й пехотный полк смог отразить северокорейское наступление, эти действия были высоко оценены. Однако 24-й пехотный полк в боях у Голубой горы и у Хамана действовал не столь удачно, так что командованию 25-й пехотной дивизии пришлось высылать ему на помощь резервы.
Силам ООН удалось периодически разбивать и отражать северокорейские войска во время их скоординированного наступления на весь Пусанский периметр. 25-й дивизии, задержавшей и отразившей наступление северокорейцев, удалось выиграть время для контратаки сил ООН в Инчхоне.

## Предисловие

### Начало войны

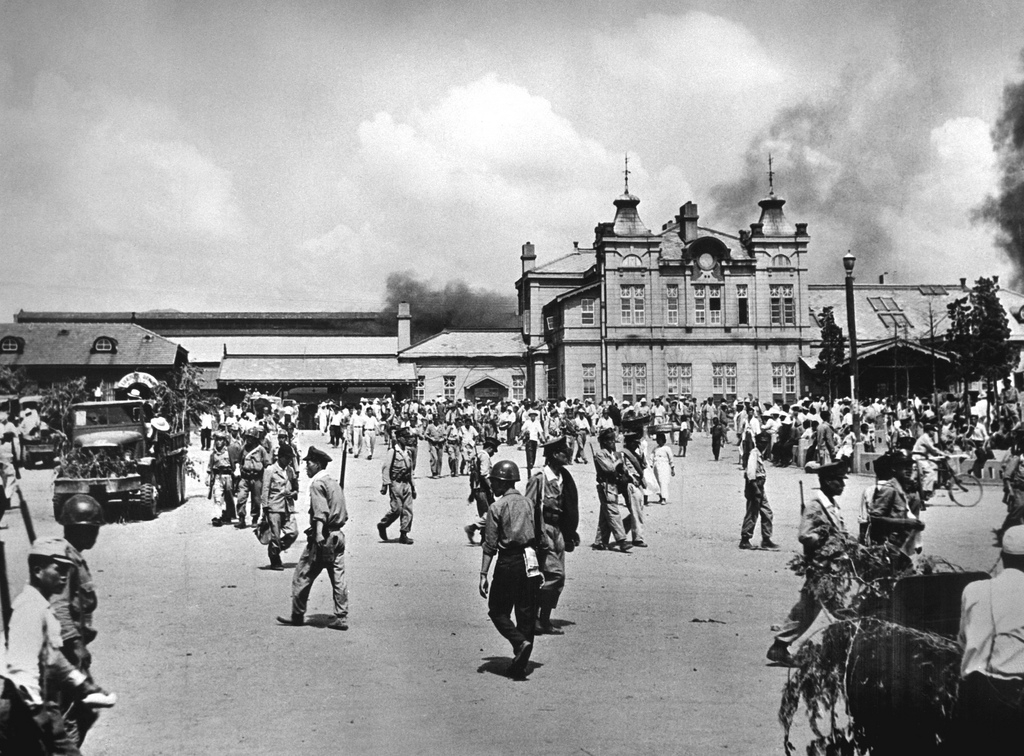
Американские войска отступают из Тэджона, 1950 год

После начала Корейской войны 25 июня 1950 года в результате вторжения северокорейцев на территорию Корейской республики ООН пришла к решению отправить войска для участия в конфликте от лица Южной Кореи. США, будучи членом ООН, решили послать сухопутные войска на Корейский полуостров с целью отразить северокорейское вторжение и предотвратить коллапс Южной Кореи. Однако после окончания Второй мировой войны пятью годами раньше американские силы на Дальнем Востоке подверглись значительному сокращению. К этому времени ближе всего к месту конфликта находилась 24-я пехотная дивизия, расквартированная в Японии. Дивизия не была в полном составе, большинство её экипировки устарело ввиду сокращения расходов на военные нужды. Тем не менее, 24-я дивизия получила приказ отправляться в Южную Корею.
24-я пехотная дивизия стала первой американской частью отправленной в Корею с целью остановить наступление северокорейцев, задержать как можно больше северокорейских частей, чтобы выиграть время для прибытия подкреплений. Несколько недель дивизия сражалась в одиночку пытаясь задержать северокорейцев и выиграть время для выдвижения на позиции 1-й кавалерийской дивизии, 7-й и 25-й пехотных дивизий вместе с прочими частями поддержки Восьмой армии. Передовые части 24-й пехотной дивизии понесли тяжёлое поражение 5 июля в битве при Осане — первом боестолкновении между американскими и северокорейскими силами. В течение последующего месяца после разгрома боевой группы Смит северокорейцы периодически били 24-ю пехотную дивизию и отбрасывали её на юг в боях при Чочхивоне, Чхонане и Пхёнтхэке. 24-я пехотная дивизия встала насмерть в битве при Тэджоне и была почти полностью уничтожена, но, тем не менее, задержала северокорейское наступление до 20 июля. К этому времени численность боевых сил Восьмой армии приблизительно сравнялась с атакующими район северокорейскими силами, в то время как ежедневно прибывали свежие части ООН.

### Северокорейское наступление
После захвата Тэджона северокорейские войска начали окружение Пусанского периметра в попытке его охвата. 4-я и 6-я северокорейские пехотные дивизии наступали на юг широким фланговым манёвром. Они пытались обойти левый фланг сил ООН но в ходе движения весьма сильно растянулись. Северокорейские дивизии наступали на позиции сил ООН при поддержке бронетехники и обладая численным преимуществом, периодически отбрасывая назад американские и южнокорейские части.
Американским войскам удалось окончательно остановить северокорейское наступление в серии боёв в южной части страны. 27 июля 3-й батальон 29-й пехотного полка недавно прибывший на Корейский театр угодил в засаду северокорейцев близ деревни Хадон и был разгромлен, в результате для северокорейцев открылся проход в район Пусана. Вскоре после этого северокорейские силы взяли Чинджу на западе отбросив при этом 19-й американский пехотный полк и проложив путь для дальнейшего наступления на Пусан. Американским частям впоследствии удалось нанести северокорейцам поражение на фланге и отбросить их назад в ходе битвы за ночь 2 августа. Страдая от растущих потерь силы северокорейской армии отступили на запад, где в течение нескольких дней переформировывались и получали подкрепления. Обе стороны использовали передышку, чтобы приготовиться к новым боям за Пусанский периметр.

## Битва

### Боевая группа Кин

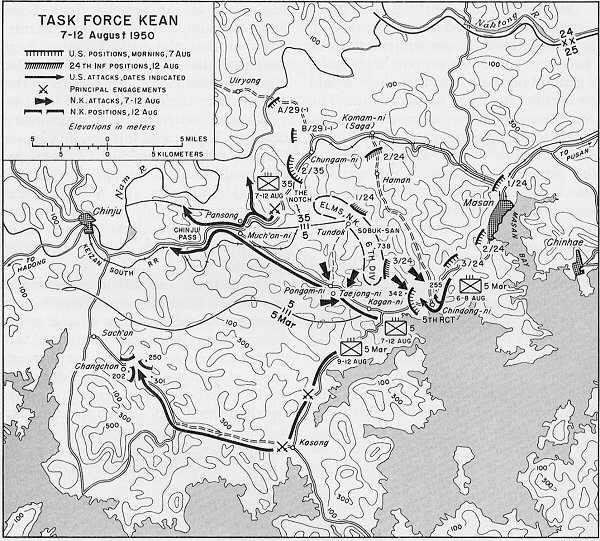
Движения сил противников вокруг Масана в ходе сражений за Пусанский периметр

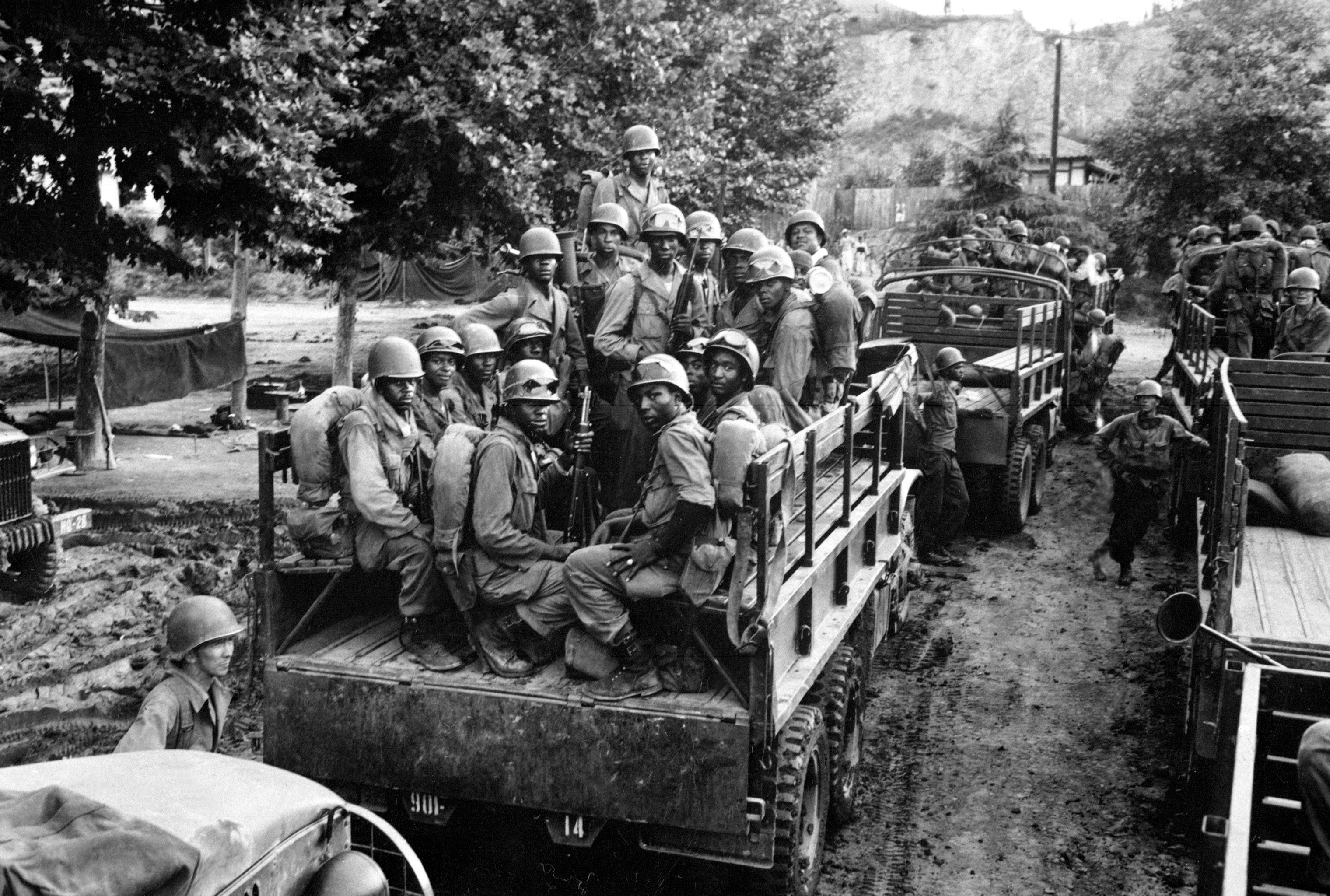
24-й пехотный полк выдвигается к Масану

Генерал-лейтенант Уолтон Уокер и командование Восьмой армии начало разработку плана контрнаступления в августе, первого наступления сил ООН. Резервные силы американцев близ Масана должны были выбить 6-ю северокорейскую дивизию из Чинджу, в середине месяца планировался мощное наступление на реку Кымган. Одной из целью наступления был разгром предполагаемой группировки северокорейцев близ Тэгу посредством отвлечения некоторых северокорейских частей на юг. 6 августа командование Восьмой армии закончило разработку оперативного плана наступления боевой группы Кин, названной в честь командира 25-й американской пехотной дивизией генерал-майора Уильяма Б. Кина. Боевая группа Кин состояла из 25-й дивизии, части 27-го пехотного полка, батальона полевой артиллерии, боевой группы 5-го полка и 1-й временной бригады морской пехоты. Группа насчитывала 20 тыс. чел. Согласно плану группа должна была наступать на запад с позиций у Масана, захватить проход к Чинджу и выйти к реке Нам. Однако начало наступления было отложено до прибытия 2-й пехотной дивизии в полном составе и трёх американских танковых батальонов.
7 августа боевая группа Кин пошла в атаку, выдвигаясь из Масана. Близ Ночи, у северного прохода к городу на поле давней битвы силы 35-го пехотного полка наткнулись на северокорейский отряд в 500 человек и уничтожили его. Наступление продолжилось на Пансонг, северокорейцы потеряли ещё 350 человек. Американцы захватили штаб 6-й северокорейской дивизии. Однако остальные силы группы Кин замедлили продвижение, увязнув в северокорейской обороне. Наступая на область Чиндонг-ни, боевая группа Кин вступила в запутанную битву, в ходе которой разрозненным силам пришлось полагаться на авиаудары и выброски десанта. Наступление группы Кин наткнулось на встречное наступление 6-й северокорейской дивизии.
Тяжёлые бои продолжались три дня. К 9 августу боевой группе Кин удалось захватить Чинджу. В ходе наступления силы группы при поддержке авиации сначала продвигались быстро, несмотря на упорное сопротивление северокорейцев. 10 августа морские пехотинцы обнаружили колонну 83-го северокорейского моторизованного полка 105-й бронетанковой дивизии. Истребители F4U Corsair 1-го авиакрыла морской пехоты периодически атаковали отступающую колонну с бреющего полёта, уничтожив около сотни транспортных средств и две сотни северокорейцев.
Тем не менее, 12 августа 1-я временная бригада морской пехоты была отозвана для последующего распределения в других пунктах периметра. Боевая группа Кин продолжила наступление при поддержке корабельной и полевой артиллерии, в результате удалось захватить область у Чиндонг-ни. Однако командование Восьмой армии потребовало несколько частей группы для переброски к Тэгу, в других пунктах фронта особенно у выступа реки Нактонган.
В ночь с 10 на 11 августа части 25-й дивизии попытались пройти через долину, но увязли в грязи и были наутро атакованы северокорейцами, которым удалось сбить американцев с высот. Воспользовавшись последующей неразберихой, северокорейская бронетехника просочилась через блокпосты и атаковала американскую артиллерию поддержки на её позициях. В результате внезапной атаки северокорейцы уничтожили большую часть 555-го и 90-го батальонов полевой артиллерии вместе с их вооружением. В ходе боя американской и северокорейской бронетехники боевые порядки сторон перемешались. Авиация морской пехоты продолжала обеспечивать прикрытие с воздуха. Обе стороны нанесли друг другу тяжёлые потери, никому не удалось добиться существенного выигрыша. Американским войскам не удалось захватить обратно позиции, где была их артиллерия, в ходе нескольких неудачных атак они понесли большие потери. После того как американцы вновь установили контроль над местностью, они нашли тела 75 казнённых военных: 55 из 555-го батальона и 20 из 90-го. Артиллеристы были убиты в ходе массовой казни получившей название «Резня в кровавом овраге». Боевая группа Кин была вынуждена отступить к Масану, завоёванную территорию удержать не удалось. К 14 августа группа вернулась примерно на те же позиции с которых начала своё наступление.
Боевой группе Кин не удалось выполнить поставленные перед ней цели по отвлечению северокорейцев на севере и захвату прохода к Чинджу. Однако благодаря наступлению боевой дух личного состава 25-й пехотной дивизии значительно поднялся, в последующих сражениях они держались в высшей степени браво. Численность 6-й дивизии сократилась до 3—4 тыс. чел., численность пришлось пополнить новобранцами из Андонга. Бои за район продолжались до конца месяца.

### Боевой порядок сил ООН
Уокер отдал приказ 25-й американской пехотной дивизии под командованием Кина занять оборонительные позиции к западу от Масана, на южном фланге Пусанского периметра. Труднопроходимая местность к западу от Масана ограничила выбор позиций. Первой защитимой позицией к востоку от прохода к Чинджу представлялась группа гор к западу от Масана. Отроги горы Собук-сан высотой в 610 м господствовали над местностью и защищали дорогу Комам-ни — Хаман — Чиндонг-ни, единственной связью между севером и югом к западу от Масана.
К северо-западу от Комам-ни находился отрог горы Пил-бонг, возвышавшийся на 270 м над рекой Нам. Гора Сибаданг-сан представляла из себя отличный пост наблюдения над всей местностью, что позволяло американской артиллерии размещённой в Комам-ни предотвратить любое вражеское движение через перекрёсток дорог у Чунгам-ни. 35-й американский пехотный полк занял позиции близ Сибиданг — Комам-ни на северной части оборонительной линии 25-й пехотной дивизии. 35-й полк держал линию в 3,2 км длиной к западу от Комам-ни до реки Нам, затем оборонительная линия поворачивала на юг вдоль течения реки Нам до её впадения в реку Нактонган. Таким образом, длина оборонительной линии полка составляла 24 км, что было в два раза длиннее обычной полковой линии.
1-й батальон 35-го пехотного полка находился на левом фланге полка к западу от Комам-ни, 2-й батальон стоял справа вдоль реки Нам. 3-й батальон (бывший 1-й батальон 29-го пехотного полка) стоял в резерве на дороге, ведущей на юг к Чхирвону и мог быстро подойти к любой точке оборонительной линии. На юге стоял 24-й американский пехотный полк, на левом фланге дивизии к западу от Чиндонг-ни стояла боевая команда 5-го пехотного полка. Согласно приказу командования дивизии боевая группа 5-го пехотного полка сначала удерживала местность, расположенную над прибрежной дорогой у Чиндонг-ни до Ябан-сана. Вскоре Кин пришёл к решению, что боевая группа должна прикрыть брешь севернее, между её собственной позицией и 24-м пехотным полком. Командование боевой группой 5-го пехотного полка отправило южнокорейскую часть в сотню человек под командованием американских офицеров на склон горы Собук-сан, но эту позицию уже заняли северокорейцы отбросившие часть обратно. Кин отдал приказ боевой группе 5-го пехотного полка занять этот склон, но было уже слишком поздно.

### Увеличение северокорейских сил
Тем временем командование северокорейской 6-й дивизии получило приказ ожидать пополнения, а уже потом начинать атаку. С севера на юг располагались 13-й, 15-й и 14-й полки дивизии. 12 августа в Чинджу прибыли первые подкрепления. В окрестностях Сеула были призваны около 2 тыс. южнокорейских рекрутов, 15 августа эти безоружные новобранцы влились в состав дивизии. В Чинджу им раздали гранаты и разъяснили, что своё оружие они соберут на поле боя у раненых и убитых. 21 августа прибыла другая группа рекрутов набранных из окрестностей Сеула. Численность дивизии увеличилась до 8, 5 тыс. чел. В последней неделе августа и в первой неделе сентября к дивизии присоединилось более 3 тыс. новобранцев набранных в юго-западной Корее. Командование 6-й дивизии первоначально использовала последнюю группу рекрутов на работах и только затем в качестве бойцов. Южнокорейские новобранцы часто были насильно угнаны из домов северокорейскими войсками, их боевой дух, как правило, был очень низок. Северокорейские командиры отдавали себе в этом отчёт, но им не удавалось набрать людей другими средствами. За частями новобранцев северокорейцы размещали войска охраны тыла, которые угрожали новобранцам тем, что будут стрелять в них, если они попытаются предать, дезертировать или сдать позиции.
Согласно плану наращивания северокорейских сил на юге к Масану подошла необстрелянная 7-я северокорейская дивизия, её численность составляла 10 тыс. чел. Они заняли ключевые порты побережья с целью препятствовать возможной амфибийной высадке противника в тылу. Но, в конечном счёте, дивизию направили на фронт для совместных действий с другими северокорейскими частями. Северокорейское командование надеялось одновременными атаками сокрушить линии обороны ООН.

### Северокорейское наступление
17 августа началось северокорейское наступление. Северокорейский батальон выбил южнокорейскую полицию из Тхонъёна, но удержать город надолго не удалось. Корабли ООН подвергли Тхонъён мощному обстрелу, после чего три роты южнокорейской морской пехоты с острова Коджедо высадились с амфибий близ города и атаковали противника. При поддержке корабельного огня им удалось отбросить северокорейцев. У Тхонъёна северокорейцы потеряли 350 чел, выжившие отступили в Чинджу.
Получив подкрепления, северокорейцы двинулись к оборонительной линии 25-й пехотной дивизии и предприняли серию пробных атак, продолжавшихся весь месяц. Местами численность атакующих войск доходила до батальона. Большая часть атак была направлена на высокие горы к западу от Хамана, в окрестностях Бэтл-Маунтин, Пил-бонг и Собук-сан, где северокорейцы атаковали все пункты местности, удерживаемые силами ООН, которые предоставляли возможность наблюдения над областью их сбора и снабжения в глубоко врезавшейся долине на западе.

### Битва у Комам-ни

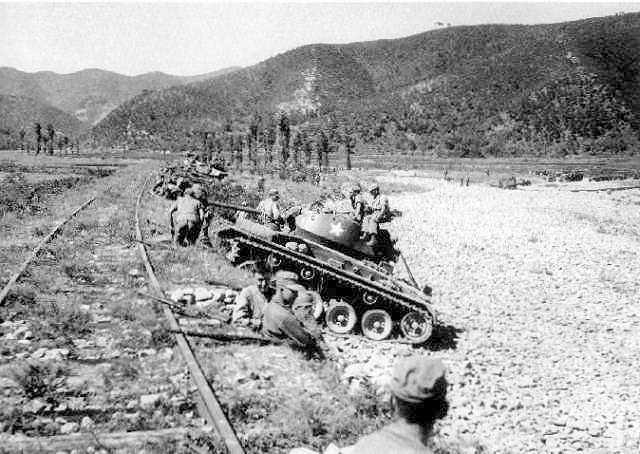
Лёгкий танк M24 Чаффи в ожидании северокорейского наступления близ Масана

6-я северокорейская дивизия сместила направление своего наступления, главной целью атаки стала северная часть коридора Чинджу-Масан вниз от реки Нам (сектор 35-го полка). Солдаты 35-го полка пытались осветить позиции ракетами, но они были в дефиците, и их было нечем заменить. Осветительных ракет тоже было мало, те, что находились в запасе, были испорчены до такой степени, что в дело годилось только 20 % от их числа. Некоторые северокорейские части успели просочиться за время с подачи запроса на ракеты и открытием огня гаубицами, перед тем как местность была освещена.
Полк Фишера поддерживали 64-й батальон полевой артиллерии с приданной ему батареей С 90-го батальона полевой артиллерии. Три средних танка М4А3 «Шерман» действовали с позиций у Комам-ни как артиллерия, установив огневую завесу на Чунгам-ни. Шесть других танков М26 «Першинг» действовали таким же образом, установив огневую завесу на Чунгам-ни стреляя через реку Нам.
В предрассветные часы 17 августа северокорейцы атаковали 35-й пехотный полк. В 03.00 северокорейская артиллерия начала обстрел командного пункта 1-го батальона у Комам-ни, часом позже северокорейская пехота атаковала роту А и сбила два её взвода с позиций и окружила миномётную позицию. После рассвета рота В предприняла контратаку и захватила утраченные позиции. Это стало началом пятидневной битвы 1-го батальона вдоль южных отрогов Сибиданга в 3.2 км к западу от Комам-ни. Северокорейцы пытались обойти левый фланг 35-го полка и расколоть линию 25-й дивизии. Наутро 18 августа рота А опять была выбита с позиций северокорейцами и снова вернула их контратакой. Для подкрепления правого фланга батальона прибыли две роты южнокорейской полиции. Ночью с 19 на 20 августа в ходе продолжающейся северокорейской атаки батарея артиллерийской поддержки 1-го батальона выпускала по 200 снарядов в час.
После трёх дней и ночей сражений рота С 35-го пехотного полка и рота А 29-го пехотного полка утром 20 августа двинулись по сторонам дороги на Комам-ни чтобы подкрепить рота А и В на горе Сибиданг. Большая группировка северокорейцев собиралась пойти в новую атаку. Американские наблюдатели направили на группу огонь артиллерии и запросили авиаудар. Согласно оценкам наблюдателей огонь артиллерии и удар авиации истребил 350 северокорейцев, буквально ополовинив их атакующий отряд.
Северокорейцы сделали новую попытку с целью захватить те же позиции. Наутро 22 августа северокорейская пехота предприняла мощную атаку на 1-й батальон. Без артиллерийской или миномётной подготовки северокорейцы проделали проходы в проволочных заграждениях и атаковали с близкого расстояния, используя ручное оружие и гранаты. Атаке подверглись три американские роты, одна из них была сбита с позиций. После трёхчасового боя рота А в 07.00 пошла в контратаку и вернула утраченную позицию. На следующий день 23 августа северокорейцы, понимая, что их планы оказались расстроенными отступили от сектора 35-го пехотного полка.

### Битва за Бэтл-Маунтин

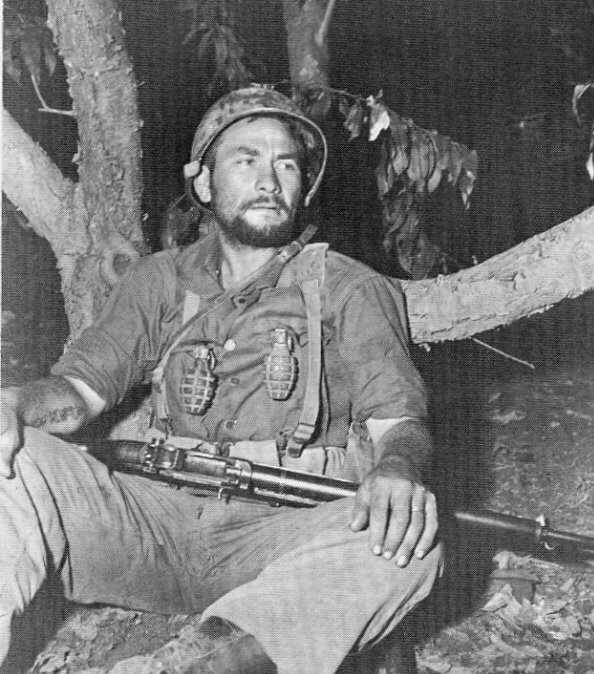
Солдат боевой группы пятого полка уставший после 31 дня боёв под Масаном

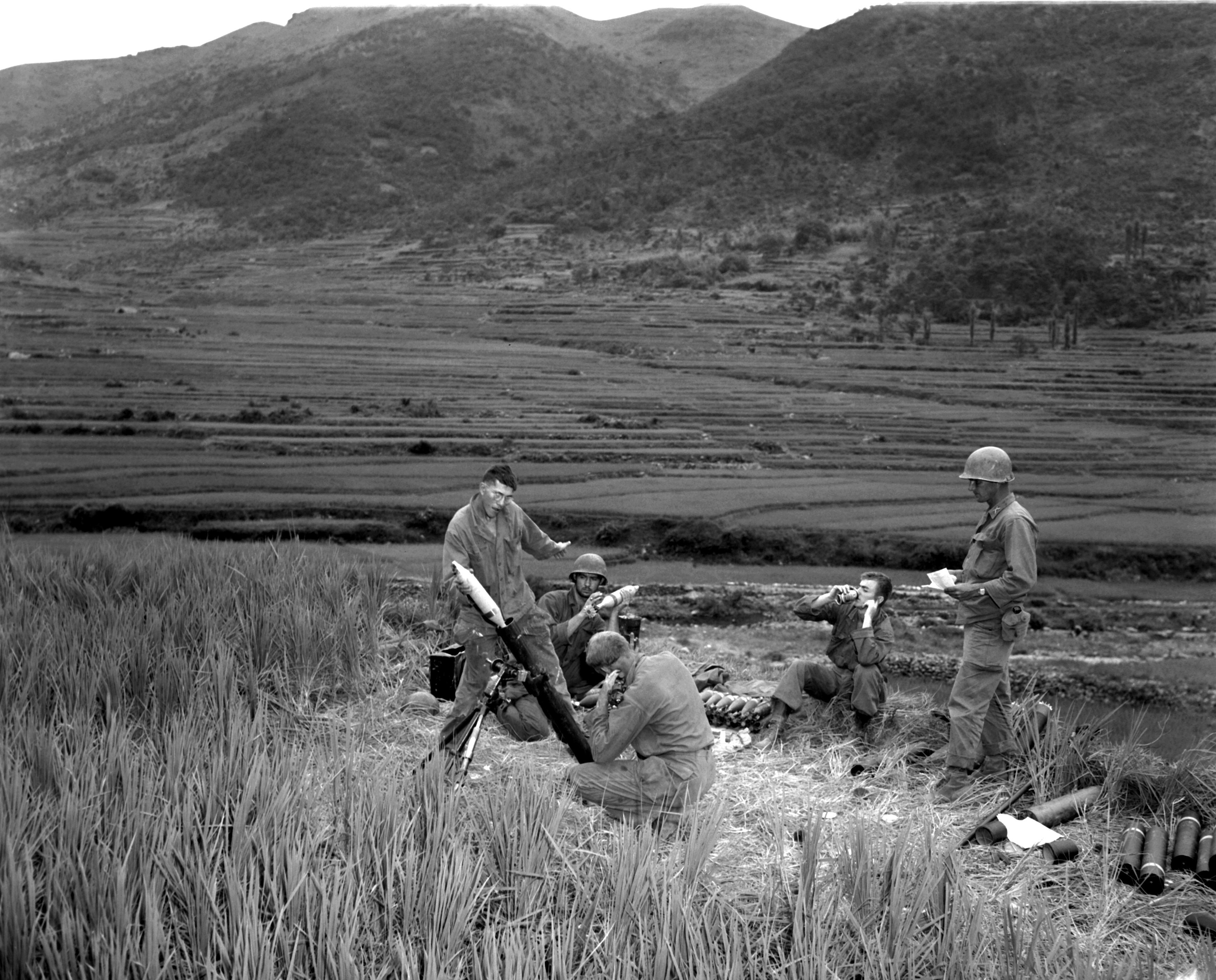
Миномётный расчёт пятого пехотного полка к западу от Масана

Возвышенность к западу от Хамана, где 24-й пехотный полк установил оборонительную линию, была частью горного массива Собук-сан. Высота Пил-бонг (также известна как высота 743) массива Собук-сан достигает 730 м и находится в 13 км к западу от Чиндонг-ни и в 4,8 км к юго-западу от Хаманаref name="Bowers145"/>. От высоты Пил-бонг гребень хребта поворачивает на северо-запад и в 1, 6 км от высоты Пил-бонг снова вздымается вверх образуя лишённую растительности высоту 665 (получившую название высота Бэтл-Маунтин). Американские военные также называли её «Напалмовая высота», «Старая лысина» и «Кровавый холмик». Между Пил-бонг и Бэтл-Маунтин линия хребта образует узкий скалистый выступ, который войска называли «Скалистые утёсы». К северу от Бэтл-Маунтин по направлению к реке Нам местность резко поднимается, образуя два длинных отрога. Американцы, сражавшиеся здесь, назвали северный отрог Зелёным пиком.
В 2 км к западу от подошв высот Бэтл-Маунтин и Пил-бонг (удерживаемых северокорейцам) находятся деревни Огок и Тундок. Через горы от севера на юг идёт тропа, проходящая через высокий перевал к северу от деревень, и поднимается на западный склон в полпути от Бэтл-Маунтин. Дорога давала северокорейцам преимущество в подъёме и снабжении атакующих войск. К хребтам Бэтл-Маунтин проложена сеть дорог от деревень Огок и Тунгдок. С вершины высоты Бэтл-Маунтин американский наблюдатель мог прямо рассматривать долину, удерживаемую северокорейцами. В то же время северокорейский наблюдатель с Бэтл-Маунтин мог рассматривать долину Хаман расположенную восточнее, командный пост 24-го пехотного полка, путь снабжения, артиллерийские позиции и подходящие дороги. Сторона, захватившая гребень могла обозревать весь тыл противника. Осознавая эти преимущества, соперники беспрестанно пытались захватить хребты Бэтл-Маунтин в ходе шестинедельной битвы.
Первая атака против горной линии 24-го пехотного полка началась утром 18 августа. Северокорейцы захватили ряд позиций роты Е на северном отроге Бэтл-Маунтин и убили ротного командира. В течение дня подполковник Пол Ф. Робертс сменил подполковника Джорджа Р. Коула на посту командира 2-го батальона 24-го пехотного полка. На следующий день северокорейцы атаковали роту С, занимавшую Бэтл-Маунтин и обратили её в бегство. Офицерам удалось собрать только 40 человек, чтобы вернуть их на позиции. Большая часть южнокорейских полицейских, оборонявших Пил-бонг, также включилась в сражение, на их оборонительных позициях осталось только 56 человек. Американские офицеры угрозами и применением физической силы отправляли остальных обратно на позиции. Неустановленное число северокорейцев просочилось через брешь длиной в 1,6 км к северу от Пил-бонга существовавшую в течение дня.
20 августа 6-я северокорейская дивизия усилила нажим на Бэтл-Маунтин и начала всё более мощные атаки с целью захвата обоих пиков. Под давлением наступающих северокорейцев вся рота С за исключением ротного командира и 25 человек покинула свои позиции на Бэтл-Маунтин. Перед тем как добраться до подошвы горы беглецы ошибочно доложили, что командир роты убит и что северокорейцы сначала окружили, а затем захватили позиции роты. Положившись на эту дезинформацию американская артиллерия и миномёты подвергли сосредоточенному огню позиции роты, истребители-бомбардировщики сделав 38 самолёто-вылетов атаковали гребень вершины Бэтл-Маунтин напалмом, осколочными бомбами, ракетами и пулемётным огнём. В результате 25 защитников высоты и командир роты, которые удерживали её в течение 20 часов, вынуждены были оставить позицию. За время обороны они отвергли предложение северокорейцев сдаться в плен. Взвод роты Е, за исключением 10 человек, также покинул свои позиции на горе с развитием вражеской атаки. На левом фланге полка южнокорейский патруль с позиции роты К на Собук-сан захватил в плен командира 15-го северокорейского полка но спустя несколько минут он был убит при попытке к бегству. На его теле патрульные нашли несколько докладов разведки. В ход дня боёв за Бэтл-Маунтин и Пил-бонг северокорейцы сбили южнокорейских полицейских с левого фланга 24-го пехотного полка на горе Собук-сан. Солдаты 24-го пехотного полка продолжали разрозненными группами покидать свои позиции, игнорируя приказы офицеров оставаться на местах. Белые и негритянские офицеры, взбешённые неповиновением, написали заявления под присягой обвиняющие дезертиров. Ситуация стала настолько тяжёлой, что те кто остались на позициях часто получали Бронзовые звёзды с литерой «V» за храбрость за то что продолжали сражаться при таком численном превосходстве противника.
В течение августа Бэтл-Маунтин так часто переходила из рук в руки, что не установилось согласия насчёт точного числа раз. Сержант разведки 1-го батальона 24-го пехотного полка оценил, что пик переходил из рук в руки 19 раз. Каждую ночь с 18 августа и до конца месяца северокорейцы атаковали гору. Часто бывало, что за сутки высота 2-3 раза меняла хозяев. Обычный ход событий проходил так: северокорейцы захватывали высоту, а на следующий день её захватывал 24-й американский пехотный полк. Этот тип колеблющейся битвы приводил к сравнительно высоким потерям среди передовых артиллерийский наблюдателей и повреждениям их оборудования. В период с 15-го по 31 августа были потеряны 7 наблюдателей и 8 прочих служащих Части наблюдения и связи 159-го батальона полевой артиллерии, также было потеряно восемь радиостанций, 11 телефонов, 2 транспортных средства.
24-й пехотный полк последовательно захватывал Бэтл-Маунтин, действуя одинаковым образом. Американцы обстреливали хребет из миномётов, артиллерийских и танковых орудий, самолёты обрабатывали вершину пика напалмом. Затем пехота, поднимаясь по восточному склону, атаковала высоту. Миномёты поддержки создавали огневую завесу и держали высоты под обстрелом, пока пехота не подбиралась близко к пику. Затем миномётный огонь переносился выше, и пехота быстро поднималась на вершину, обычно она уже была покинута северокорейцами.

### Сентябрьское наступление
31 августа 1950 25-я дивизия держала 48-км фронт, начинавшийся на севере у моста Намджи-ри через реку Нактонган и простирающийся на юг (расширяясь при этом к западу) к холмам до места впадения в неё реки Нам. Затем линия обороны поворачивала на юго-запад, достигая южной части реки Нам, там где к ней близко подходит горный массив Собук-сан. Там линия поворачивает на юг и идёт вдоль возвышенностей к Сибиданг-сан, проходя через седловину на его южной стороне (через неё также проходят железная дорога и шоссе Чинджу-Масан), далее идёт на юг до высоты Бэтл-Маунтин и к Пил-бонгу. От Пил-бонга линия идёт по горным отрогам к южной прибрежной дороге близ Чиндонг-ни. 35-й американский пехотный полк удерживал 24-км участок дивизионной оборонительной линии от моста Намджи-ри до шоссе Чинджу-Масан. Полк отвечал за шоссе. Наиболее слабой и уязвимой точкой обороны полка была брешь в 4,8 км вдоль реки Нактонган между большей части роты F на западе и 1-м взводом этой роты на востоке. Взвод охранял балочный мост Намджи-ри на крайнем правом фланге дивизии, рядом была граница с сектором 2-й американской пехотной дивизии через реку Нактонган. 24-й пехотный полк удерживал возвышенность к западу от Хамана (в том числе высоты Бэтл-Маунтин и Пил-бонг) к югу от шоссе. Боевая команда 5-го пехотного полка под командой полковника Джона Трогмортона защищала южный отрог горы Собук-сан идущий к береговой дороге у Чиндонг-ни. Дальнейшую часть линии от Чиндонг-ни до берега моря защищали некоторые части корпуса морской пехоты южной Кореи. Командный пункт командующего 25-й дивизией генерала Кина находился в Масане, командный пункт 35-го пехотного полка был расположен на восточной стороне дороги Чирвон — Чунг-ни, командный пункт 24-го пехотного полка разместили в Хамане, командный пункт Трогмортона был в Чиндонг-ни. К 31 августа дивизия начала испытывать недостаток личного состава, для пополнения дивизии в её ряды были влиты некоторое число южнокорейских призывников, подготовленных по программе KATUSA.
Воздушная разведка, проходящая в последнюю неделю августа, показала командованию Восьмой армии усиленную активность северокорейских частей стоявших против 2-й и 25-й американских дивизий на южном участке Пусанского периметр. На фронте 35-го пехотного полка сектора 25-й пехотной дивизии северокорейцы построили три новых подводных моста через реку Нам. Авиационные бомбардировки только временно и частично разрушали эти мосты, ночью их восстанавливали. Разведка Восьмой армии предполагала, что северокорейцы выдвинули одну из двух свежих дивизий и 20 танков в область Хёпчон на западном берегу реки Нактонган напротив 2-1 американской дивизии. Однако американская разведка переоценила численность этих дивизий. 28 августа офицер разведки Восьмой армии предупредил командование, что общее наступление противника на фронт 2-й и 25-й дивизий с целью перерезать железную дорогу и шоссе Тэгу-Пусан и захвата Масана может последовать в любое время.
В полночь 31 августа 1-й северокорейский корпус начал наступление согласно плану большого наступления на реке Нактонган, скоординированного наступления вдоль всего Пусанского периметра с целью прорвать оборонительные линии сил ООН и захватить Пусан. Согласно тщательно разработанному плану северокорейские солдаты в нескольких местах переправились через реку Нактонган в нижнем течении. Самым сильным оказалось наступление северокорейцев в зонах 2-й и 25-й американских пехотных дивизий от Хёнгпунга до южного побережья.

### Битва при Хамане

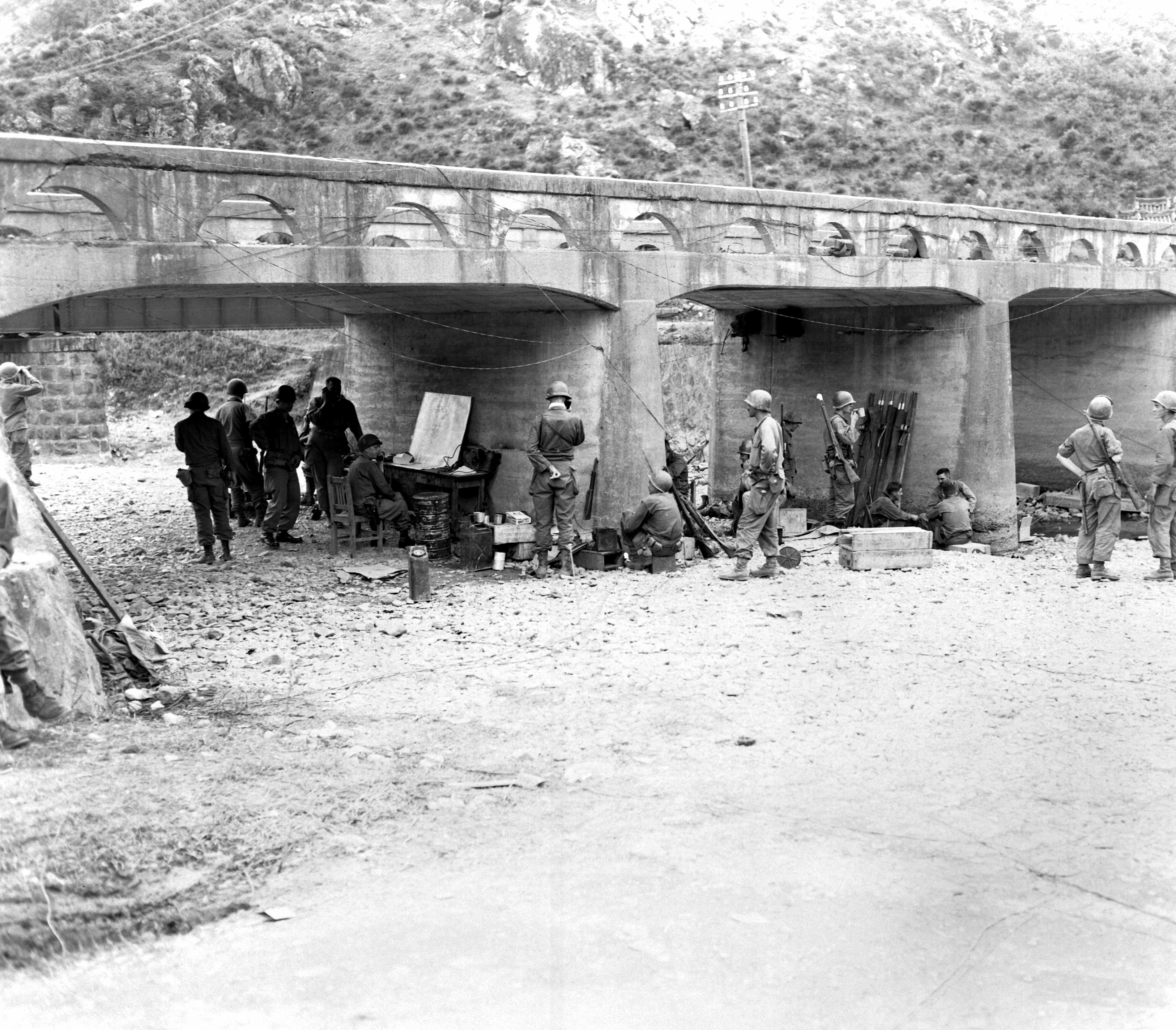
Командный пункт 27-го пехотного полка под мостом близ Хамана

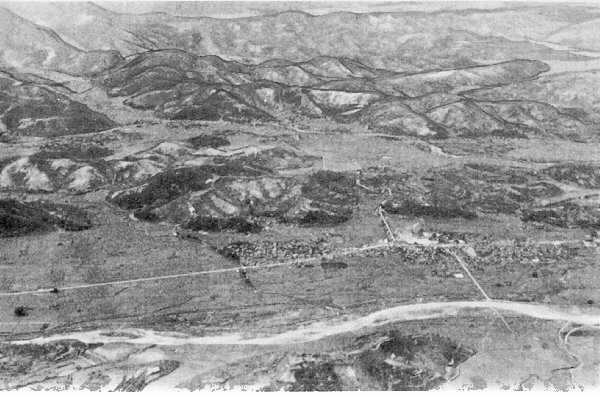
Позиции 24-го пехотного полка на хребтах к западу (слева) от г. Хаман. 1950 год

2-й батальон 24-го пехотного полка под командой подполковника Пола Ф. Робертса удерживал гребень второго отрога к западу от Хамана (в 1,6 км от города) слева от центра линии 25-й дивизии. Позиция 2-го батальона под командованием Робертса находилась в проходе в 1,6 км к западу от Хамана. Через неё проходила другая дорога от Чунгам-ни до Хамана проходящая через уступы низких гор и рисовое поле, далее дорога идёт на восток находясь южнее дороги Чинджу — Хаман. После полудня 31 августа наблюдатели роты G 24-го пехотного полка заметили активность в 1,6 км от их позиций. Они вызвали авиацию, которая нанесла два авиаудара по местности. Американская артиллерия также подвергла этот район сосредоточенному обстрелу, эффект остался неизвестным. Все американские части на линии получили предупреждение о возможном северокорейском наступлении.
Этой ночью северокорейцы начали Большое наступление на реке Нактонган против всех сил ООН. 6-я северокорейская дивизия наступала первой, она выбила роту F с северной стороны прохода дороги Чунгам-ни — Хаман. Южнокорейские войска оборонявшие левую часть прохода оставили свои позиции и отступили к позиции роты G расположенной южнее. Северокорейцы захватили 75-мм безоткатные орудия, расположенные в проходе и направили их против американских танков, подбив один из двух. Затем они захватили позицию 82-мм миномётов на восточном конце перевала. Южнее прохода старший лейтенант Хьюстон М. Макмюррей увидел, что из его взвода в 69 чел. с ним осталось только 15 из американских и южнокорейских войск. На рассвете северокорейцы атаковали их позицию. Они прошли через проход в проволочном заграждении, его должен был прикрывать пулемётчик вооружённый Браунингом М1918, но он убежал. Бросая гранаты и стреляя из ППШ, северокорейцы быстро зачистили позицию. Многие офицеры и унтер-офицеры пытались вернуть людей на позиции, но те не слушались приказов. В одном случае южнокорейцы убили собственного ротного командира, когда он пытался удержать их от бегства.
Вскоре после начала северокорейского наступления большая часть 2-го батальона 24-го пехотного полка, попавшего под сильную атаку, бежала с позиций к Хаману вопреки приказам офицеров. Все подразделения рассыпались, в каждой роте осталось только по несколько дюжин человек. Северокорейцы быстро прорвались через рассеянные американские линии и захватили командный пункт второго батальона, убив там нескольких человек и уничтожив большинство батальонного вооружения. После разгрома второго батальона Хаман оказался открыт для прямого наступления северокорейцев, и они окружили город. После окружения Хамана командир второго батальона Робертс отрядил офицера, чтобы собрать уцелевших и организовать дорожное заграждение на южной окраине города. Хотя офицер приказал большой группе людей, присоединиться к нему его приказа послушались только восемь человек. 2-й батальон более не мог эффективно сражаться. Отдельные группы солдат остались на позициях и ожесточённо сражались, но большинство бежало. Северокорейцы получили возможность обойти оставшиеся узлы сопротивления.
После прорыва северокорейцев через порядки 2-го батальона командир 1-го батальона отдал приказ своим людям, находившимся в 4,8 км к югу от Хамана на дороге Чиндонг-ни пойти в контратаку и восстановить оборонительную линию. Робертс собрал всех 40 чел. из дезорганизованного 2-го батальона, они присоединились к контратаке, начавшейся в 7.30. После боеконтакта с северокорейцами 1-й батальон также рассыпался и бежал в тыл. Таким образом, вскоре после рассвета рассеянный и дезорганизованный состав 1-го и 2-го батальонов 24-го пехотного полка отступили на возвышенность в 3,2 км к востоку от Хамана. Отряд из большей части двух полков 6-й северокорейской дивизии прошёл через дыру в линии американцев у Хамана, захватил город и стал его удерживать.
1 сентября в 14.45 Кин отдал приказ организовать немедленную контратаку, чтобы вернуть позиции 24-го пехотного полка. 30 минут американские ВВС обрабатывали северокорейские позиции в окрестностях Хамана бомбами, напалмом, ракетами и пулемётным огнём. Они также атаковали мосты вокруг города, удерживаемые северокорейцами. Затем последовали 15 минут сосредоточенного артиллерийского обстрела. В городе распространились пожары. В 16.30 пехота 3-го батальона усиленная танковым взводом роты А 79-го танкового батальона пошла в атаку в западном направлении. Восемь танков и пехота на острие атаки легко захватили город, так как большинство северокорейцев его уже оставили. Северокорейцы удерживали мост на западной стороне города, их пулемёты прикрывали каждый подход. Северокорейцы разбили своим огнём один танк, наступающая пехота понесла тяжёлые потери. Тем не менее, батальон Чека продолжил натиск и в 18.25 захватил первый мост длиной в 450 м к западу от Хамана. К 20.00 американцы захватили половину прежних позиций батальона на высоком гребне в 1,6 км западнее Хамана. На ночь пехота окопалась в 180 м от гребня хребта, потом захватила Хаман и прежние позиции 24-го полка.
В течение следующей недели северокорейцы атаковали Хаман ежедневно. После того как северокорейское просачивание в тыл было остановлено 7 сентября они прекратили атаки на Хаман. Страдая от недостатка личного состава и снабжения, северокорейцы сфокусировались на атаке против позиций 24-го пехотного полка у Бэтл-Маунтин и 35-го пехотного полка у реки Нам. 18 сентября 24-й пехотный полк у Хамана испытали только пробную атаку.

### Битва у реки Нам
Командование 7-й северокорейской дивизии сосредоточило все силы для наступления на линию 35-го американского пехотного полка. 31 августа в 23.30 северокорейская самоходка СУ-76 начала обстреливать через реку Нам позиции роты G 35-го пехотного полка господствующие над рекой. Через несколько минут северокорейская артиллерия начала обстрел позиций всех рот полка западнее моста Намджи-ри. Под прикрытием огня усиленный полк 7-й северокорейской дивизии переправился через реку Нам и атаковал роты G и F 35-го пехотного полка. Остальные северокорейские солдаты пересекли реку Нам по подводному мосту перед рисовым полем к северу от Комам-ни и близ границы между 2-м батальоном под командой подполковника Джона Л. Уилкинса удерживавшего фронт перед рекой и 1-м батальоном под командованием подполковника Барнарда Дж. Тэтера, удерживавшего линию гор тянущуюся от реки Нам к Сибиданг-сан и шоссе Чинджу-Масан. 35-й пехотный полк испытывал недостаток оборудования и пополнений, но тем не менее был готов к наступлению.
На невысокой возвышенности между двумя вышеупомянутыми американскими батальонами у переправы через реку командир 35-го пехотного полка разместил 300 южнокорейских полицейских, ожидая, что они продержаться пока его собственные силы не окажутся предупреждены. Орудия, находящиеся на холмах (у флангов позиции) могли прикрывать огнём эту возвышенность. В тылу позиции у Комам-ни командир держал в готовности 3-й батальон, для использования его для контратаки, чтобы остановить вражеское проникновение, если оно произошло бы. Неожиданно южнокорейские полицейские роты у переправы рассеялись при первых северокорейских выстрелах. В 03.00 северокорейские войска прошли через образовавшуюся брешь в оборонительной линии, часть их повернулась налево чтобы обойти роту G с фланга и с тыла, остальные повернулись направо для наступления на роту С, занимавшую a spur of ground к западу от Комам-ни. Взвод I&R и отделения рот С и D организовали оборонительную линию вдоль дамбы на северной окраине Комам-ни, на рассвете к ним присоединились американские танки. Вопреки ожиданиям полковника Фишера северокорейцы не повернули на развилке дороги на Комам-ни в 6, 4 км к югу от реки, вместо этого они повернули на восток в горы за позицией 2-го батальона.
1 сентября на рассвете вспомогательные силы роты С при поддержке танков зачистили дорогу к Сибиданг-сан и снабдили амуницией 2-й взвод роты В как раз вовремя чтобы отразить новый северокорейский приступ, при этом было убито 77 северокорейцев а 21 попали в плен. Хотя 35-й пехотный полк Фишера удержал все свои первоначальные позиции и даже передовую позицию взвода роты G, 3 тыс. северокорейцев оказались в тылу полка. Северокорейцам просочившимся на крайнем восточном фланге удалось достичь высоты к югу от Чирвона, что дало им обзор над дорогой с севера на юг.

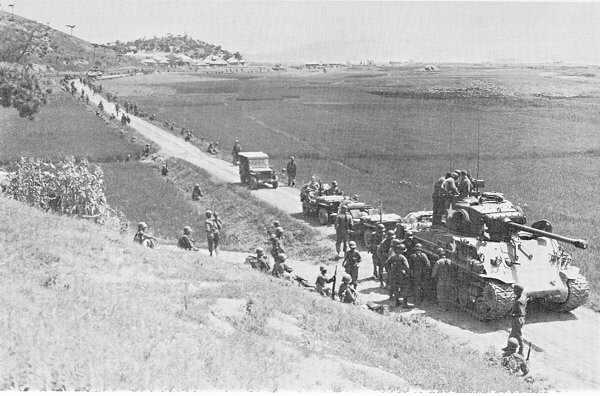
Солдаты второго батальона 27-го пехотного полка пересекают захваченную Сапёрную дорогу

К полудню Кин осознал всю опасность ситуации и приказал 2-му батальону 27-го американского пехотного полка пойти в наступление за позициями 35-го пехотного полка. Большая часть дивизионной артиллерии попала под прямую северокорейскую атаку. Первой американской частью, встретившей наступление 7-й северокорейской дивизии в утренние часы 1 сентября, стала рота G 35-го пехотного полка расположенная на северном краю бреши. В то время как некоторые северокорейские части отделились чтобы атаковать роту G другие продолжили движение и вступили в бой с ротой Е в 3, 2 км ниже по течению от позиции роты G, остальные на всём своём пути к 1-му взводу роты F охранявшему мост Намджи-ри атаковали рассеянные части роты F. На крайнем правом фланге 25-й дивизии этот взвод после ожесточённого боя отбросил северокорейцев. Ко 2 сентября рота Е в тяжёлых боях уничтожила большую часть северокорейского батальона.
В течение следующей недели продолжались ожесточённые запутанные бои за позициями 35-го пехотного полка. Батальоны, роты и взводы, отрезанные и изолированные, сражались независимо от контроля высшего командования и помощи, большинство из них снабжалось посредством сбрасываний с самолётов. Таким же образом снабжались вспомогательные войска пытавшиеся пробиться к частям на передовой. Танки и броневики добирались до изолированных частей доставляя им пищу и забирая в тыл тяжелораненых. В общем 35-й полк продолжал сражаться на своей первоначальной боевой позиции, в то время как сначала один, а позднее два батальона 27-го пехотного полка пробивались в боях с 3 тыс. северокорейским войском, действующим в американских тылах.
Хотя 25-я дивизия испытала меньший натиск после 5 сентября последовали несколько ожесточённых атак. Проливные дожди вызвали подъём воды в реках Нам и Нактонган 8 и 9 сентября, что уменьшило опасность новой переправы. Тем не менее, ночью северокорейцы атаковали 2-й батальон 35-го пехотного полка. Подходы к мосту Намджи-ри, одной из ключевых целей КНА были заминированы. В одно время насчитали около сотни северокорейцев, лежащих убитыми на поле. С 9 по 16 сентября последовали несколько ограниченных атак по фронту 35-го пехотного полка, но наступление северокорейцев уже выдохлось, и они не могли собрать ресурсы для мощных атак на позиции полка.

### Эвакуация Масана
Гражданские обитатели Масана оказались неожиданно опасной проблемой для войск ООН. В городе находилось большое сообщество симпатизирующих коммунистам и вражеских агентов. На пике северокорейского наступления Хан Гум Джо директор отделения Ассоциации корейской прессы признался, что является главой Трудовой партии Южной Кореи в Масане и передаёт информацию северокорейцам через штаб в Пусане. Вдобавок обнаружилось, что командир тюремной охраны в Масане является главой коммунистической ячейки включавшей семь его подчинённых. Эти сведения, как и другая контрразведывательная информация вышли на свет в то время как всего в нескольких милях от города шли наиболее интенсивные бои. Кин считал положение настолько опасным, что отдал приказ об эвакуации всего населения Масана за исключением полиции, государственных служащих, железнодорожных и прочих необходимых рабочих и членов их семей. Эвакуация должна была пройти в пять дней. 10 и 11 сентября только служащие 25-й дивизии эвакуировали около 12 тыс. людей из Масана на больших десантных кораблях.

### Отступление северокорейцев

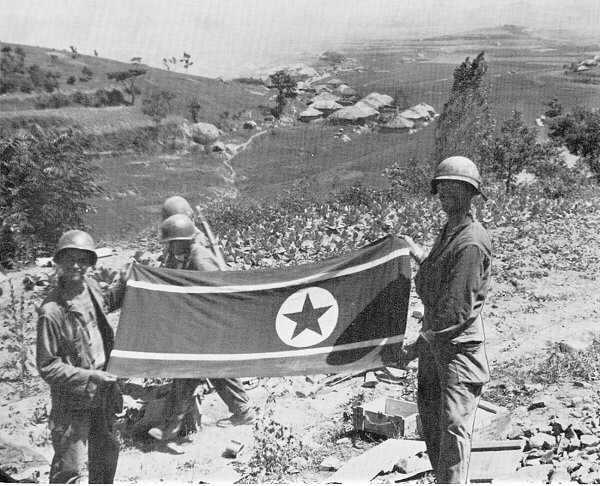
Солдаты 35-го полка показывают захваченный у реки Нам северокорейский флаг

Контратака сил ООН в Инчхоне повергла северокорейцев в коллапс и привела к их отступлению на всех фронтах. Тем не менее, 16 сентября 25-я пехотная дивизия всё ещё сражалась с северокорейцами, оказавшимися в её тылу, северокорейцы продолжали занимать сильные позиции на высотах Бэтл-Маунтин, Пил-бонг и Собук-сан. Кин считал что дивизия сможет наступать по дорогам на Чинджу только после зачистки центрального гористого участка фронта дивизии. Поэтому он полагал, что ключ к наступлению 25-й дивизии лежит в центре позиции, где северокорейцы удерживали высоты и подвергали 24-й пехотный полк ежедневным атакам. 27-й пехотный полк слева и 25-й пехотный полк справа по сторонам дорог между Чинджу и Масаном удерживали свои позиции и не могли идти в наступление, пока не улучшится положение на фронте 24-го пехотного полка.
19 сентября войска ООН обнаружили, что северокорейцы ночью покинули высоту Бэтл-Маунтин, 1-й батальон 24-го пехотного полка выдвинулся и захватил её. На правом фланге 35-й пехотный полк выдвинулся вперёд. При движении к высоте перед Чунгам-ни американцы столкнулись лишь со слабым сопротивлением, когда северокорейские солдаты, спрятавшиеся в паучьих норах, обстреляли солдат из 1-го батальона с тыла. На следующий день 1-й батальон занял Чунгам-ни а 2-й батальон захватил длинную линию хребта, идущую на северо-запад к реке Нам. В то же время северокорейцы стойко держались на левом фланге дивизии против 27-го пехотного полка, пытающегося пробиться вперёд.
В ночь с 18 на 19 сентября северокорейцы отступили из области Масана. 7-я северокорейская дивизия отступила от южного берега реки Нам, в то время как части 6-й дивизии прикрывали весь фронт. Под прикрытием 6-й дивизии 7-я утром 19 сентября перешла на северный берег реки Нам. Затем отступила 6-я дивизия, покинув позиции на Собук-сан. Части ООН незамедлительно пошли за ними на север, пройдя через позиции на Бэтл-Маунтин, утратившие свою стратегическую важность.

## Послесловие
Боевая команда 5-го полка потеряла 269 убитыми, 573 ранеными и 4 пропавшими без вести в ходе боёв за Пусанский периметр, большая часть потерь была под Масаном. Другие части 25-й дивизии в ходе битвы потеряли 650 убитыми, 1.866 ранеными, 4 попавшими в плен и 10 пропавшими без вести. В ходе прорыва дивизии у Масана было потеряно ещё 138 убитыми, 646 ранеными и двое пленными.
В ходе сражения северокорейцы понесли тяжёлые потери, большинство — при наступлении. К середине сентября численность 7-й северокорейской дивизии сократилась до 4 тыс. чел., в боях за периметр было потеряно 6 тыс. чел. Только 2 тыс. чел. из 6-й северокорейской дивизии вернулось в Северную Корею, таким образом, дивизия потеряла 80 % своего состава. Большие группы войск дивизий попали в плен пытаясь вернуться в Северную Корею (3 тыс. в том числе). К концу боёв у Масана число атакующих сил сократилось с 20 тыс. до 6 тыс.
В ходе шести недель сражения за Пусанский периметр обе стороны у Масана пребывали в патовой ситуации. Противники предприняли по несколько наступлений, пытаясь вынудить друг друга к отступлению. Северокорейцам не удавалось прорвать периметр сил ООН а силам ООН не удавалось сокрушить вынудить к отступлению северокорейцев. Битва не стала решающей, сторонам не удалось разгромить друг друга, тем не менее, силы ООН выполнили стратегическую цель по сдерживанию северокорейских сил и срыву их дальнейшего наступления на Пусан. Им удалось удержать линию против периодических атак до наступления высадки в Инчхоне и разбить северокорейскую армию в последующих сражениях.
Дезертирство продолжало оставаться проблемой для 24-го пехотного полка (по факту сегрегированной части). Согласно данным статистики Восьмой армии в августе из 25-й дивизии дезертировало 116 человек по сравнению с 15 дезертирами из 27-го пехотного полка и 12 дезертирами из 35-го пехотного полка. Командование полка уже подвергалось критике за плохую эффективность, проявленную в битве при Санджу за несколько недель до этого. В конце августа Кин начал расследовать поведение частей и установил их низкую эффективность и также подверг критике остальные подразделения дивизии. Кин смотрел на полк как на слабое звено в цепи и после неэффективной деятельности полка в ходе битв за Бэтл-Маунтин и при Хамане предложил Уокеру расформировать полк и использовать его состав для замен в других полевых частях. Фактически все офицеры и солдаты полка поддержали эту идею, но Уокер отклонил предложение, чувствуя, что не может позволить себе потерять полк. 35-й полк напротив получил широкую похвалу за действия у реки Кум. Полк так хорошо действовал при отражении северокорейцев, что Кин представил полк к награде «Благодарность президента».